# Bridal Veil Falls Park
Bridal Veil Falls Park är en park i Kanada.   Den ligger i provinsen British Columbia, i den södra delen av landet, 3 400 km väster om huvudstaden Ottawa. Bridal Veil Falls Park ligger 325 meter över havet.
Terrängen runt Bridal Veil Falls Park är varierad. Närmaste större samhälle är Chilliwack, 15,8 km väster om Bridal Veil Falls Park.
I omgivningarna runt Bridal Veil Falls Park växer i huvudsak barrskog. Runt Bridal Veil Falls Park är det mycket glesbefolkat, med 4 invånare per kvadratkilometer.